# Hiratettix malaisei
Hiratettix malaisei är en insektsart som beskrevs av Irena Dworakowska 1982. Hiratettix malaisei ingår i släktet Hiratettix och familjen dvärgstritar. Inga underarter finns listade i Catalogue of Life.